# Olga Dmítriyeva
Olga Alexéyevna Dmítriyeva –en ruso, Ольга Алексеевна Дмитриева– (Leningrado, 26 de junio de 1981) es una deportista rusa que compitió en triatlón. Ganó dos medallas en el Campeonato Europeo de Triatlón, oro en 2010 y plata en 2009.

## Palmarés internacional
| Campeonato Europeo | Campeonato Europeo    | Campeonato Europeo | Campeonato Europeo |
| Año                | Lugar                 | Medalla            | Prueba             |
| ------------------ | --------------------- | ------------------ | ------------------ |
| 2009               | Holten (Países Bajos) | Medalla de plata   | Relevo mixto       |
| 2010               | Athlone (Irlanda)     | Medalla de oro     | Relevo mixto       |